# Gran Premi d'Itàlia del 2005
Resultats del Gran Premi d'Itàlia de Fórmula 1 de la temporada 2005, disputat al circuit de Monza, el 4 de setembre del 2005.

## Resultats
| Pos | No | Pilot                | Equip               | Voltes | Temps/ Retirada | Pos. de sortida | Punts |
| --- | -- | -------------------- | ------------------- | ------ | --------------- | --------------- | ----- |
| 1   | 10 | Juan Pablo Montoya   | McLaren - Mercedes  | 53     | 1h 14' 28. 659  | 1               | 10    |
| 2   | 5  | Fernando Alonso      | Renault             | 53     | + 2.4 s         | 2               | 8     |
| 3   | 6  | Giancarlo Fisichella | Renault             | 53     | + 17.9 s        | 8               | 6     |
| 4   | 9  | Kimi Räikkönen       | McLaren - Mercedes  | 53     | + 22.7 s        | 11              | 5     |
| 5   | 16 | Jarno Trulli         | Toyota              | 53     | + 33.7 s        | 5               | 4     |
| 6   | 17 | Ralf Schumacher      | Toyota              | 53     | + 43.9 s        | 9               | 3     |
| 7   | 8  | Antônio Pizzonia     | Williams - BMW      | 53     | + 44.6 s        | 16              | 2     |
| 8   | 3  | Jenson Button        | BAR - Honda         | 53     | + 1' 03.6 min.  | 3               | 1     |
| 9   | 12 | Felipe Massa         | Sauber - Petronas   | 53     | + 1' 15.4 min.  | 15              |       |
| 10  | 1  | Michael Schumacher   | Ferrari             | 53     | + 1' 36.0 min.  | 6               |       |
| 11  | 11 | Jacques Villeneuve   | Sauber - Petronas   | 52     | + 1 Volta       | 12              |       |
| 12  | 2  | Rubens Barrichello   | Ferrari             | 52     | + 1 Volta       | 7               |       |
| 13  | 15 | Christian Klien      | Red Bull - Cosworth | 52     | + 1 Volta       | 13              |       |
| 14  | 7  | Mark Webber          | Williams - BMW      | 52     | + 1 Volta       | 14              |       |
| 15  | 14 | David Coulthard      | Red Bull - Cosworth | 52     | + 1 Volta       | 10              |       |
| 16  | 4  | Takuma Sato          | BAR - Honda         | 52     | + 1 Volta       | 4               |       |
| 17  | 18 | Tiago Monteiro       | Jordan - Toyota     | 51     | + 2 Voltes      | 17              |       |
| 18  | 20 | Robert Doornbos      | Minardi - Cosworth  | 51     | + 2 Voltes      | 18              |       |
| 19  | 21 | Christijan Albers    | Minardi - Cosworth  | 51     | + 2 Voltes      | 20              |       |
| 20  | 19 | Narain Karthikeyan   | Jordan - Toyota     | 50     | + 3 Voltes      | 19              |       |

## Altres
- Pole: Kimi Räikkönen 1' 20. 878

- Volta ràpida: Kimi Räikkönen 1' 21. 504 (a la volta 51)

- Kimi Räikkönen va ser penalitzat amb 10 posicions a la graella de sortida per haver canviat el motor. La sortida en primer lloc va ser llavors per Juan Pablo Montoya.

- Aquesta cursa va establir el rècord de cotxes finalitzant la cursa (20 cotxes, 100% del total).